# Maltypus ovalis
Maltypus ovalis is een keversoort uit de familie soldaatjes (Cantharidae). De wetenschappelijke naam van de soort werd in 1984 gepubliceerd door Wittmer.